# Palaeaspilates carnea
Palaeaspilates carnea är en fjärilsart som beskrevs av W. Warren 1914. Palaeaspilates carnea ingår i släktet Palaeaspilates och familjen mätare. Inga underarter finns listade i Catalogue of Life.